# Dieter Breitschwerdt

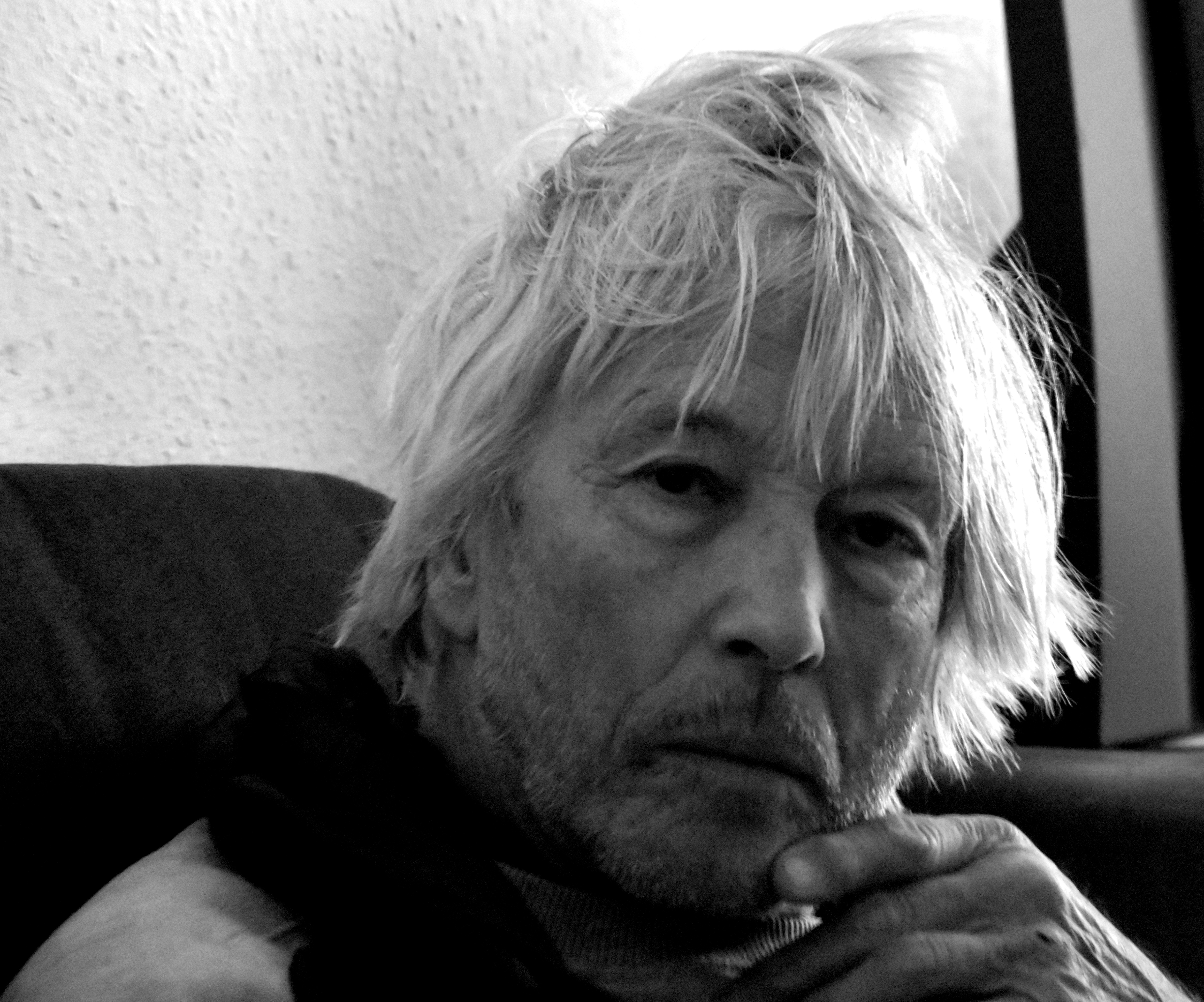
Dieter Breitschwerdt

Dieter Breitschwerdt (* 10. Juni 1945 in Geislingen an der Steige) ist ein deutscher Künstler. Er wurde vor allem bekannt durch seine seriellen Objekte und Assemblagen.

## Leben
Von 1960 bis 1963 absolvierte Dieter Breitschwerdt eine Ausbildung zum Schriftsetzer in Villingen im Schwarzwald. Ab 1967 arbeitete er als Typograph in Zusammenarbeit mit Georg Trump in Stuttgart.
Nach dem Besuch der Malschule Goetheanum in Dornach im Kanton Solothurn in der Schweiz nahm Dieter Breitschwerdt 1970 das Kunststudium an der Akademie der Bildenden Künste München bei Karl Fred Dahmen auf, welches er 1976 als Meisterschüler mit Diplom abschloss. Dieter Breitschwerdt wurde durch den Akademie-Preis geehrt.
Dieter Breitschwerdt lebt und arbeitet in München und Santanyí.

## Schaffen

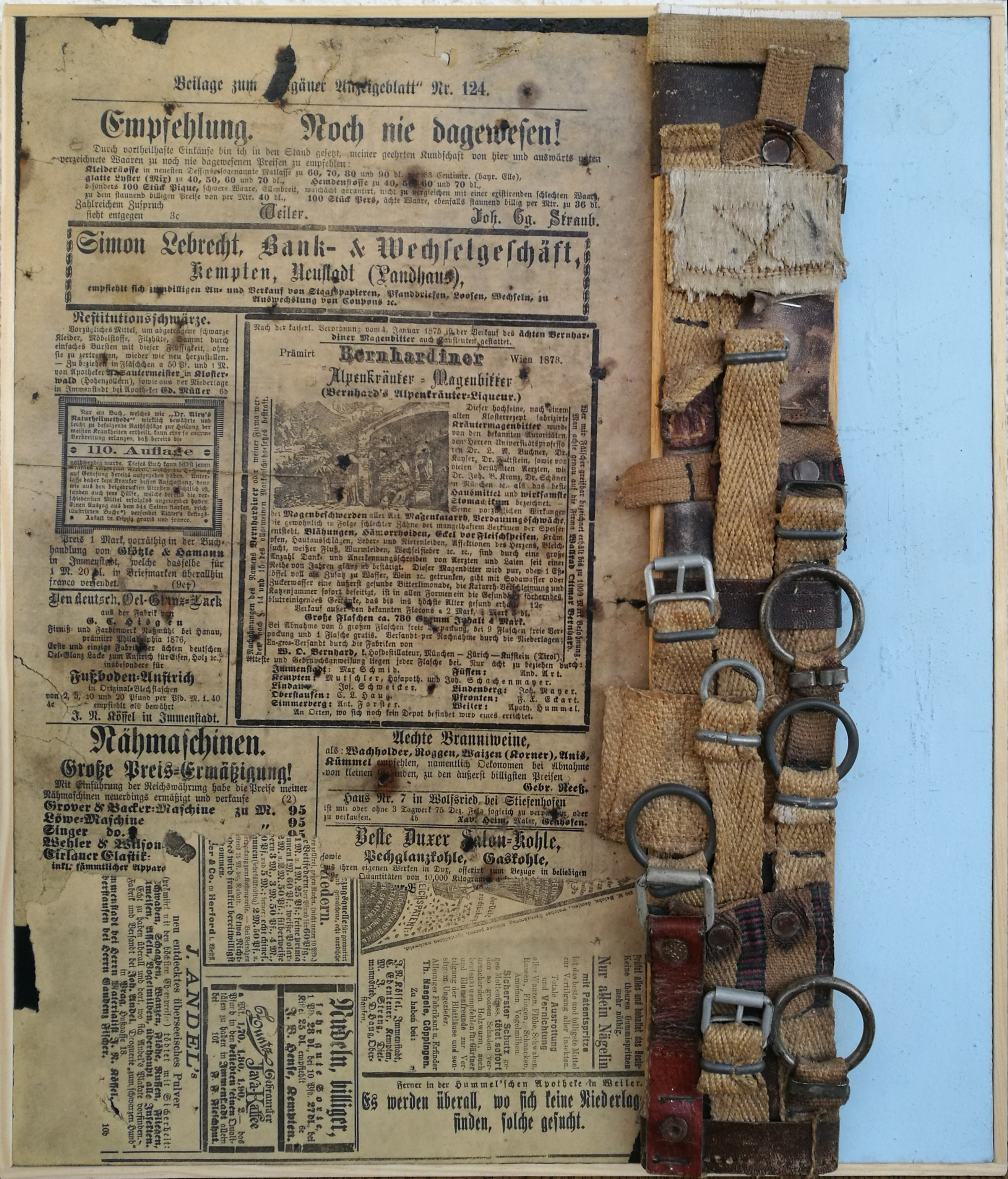
Empfehlung 2020

Die Bearbeitung von Fundstücken aus Materialien des täglichen Gebrauches ermöglicht die Loslösung vom ursprünglichen Verwendungszweck und eröffnet neue ästhetische Qualitäten sowie eine kritische Distanz zur Konsumgesellschaft. Viele Arbeiten von Dieter Breitschwerdt wirken häufig durch Strukturen der Oberflächen und zeugen oftmals von einer beredten Vergangenheit der Ursprungsmaterialien. Stoffe des täglichen Lebens berühren Kunst und verschmelzen in seinen Arbeiten zu neuer Gegenwartswirklichkeit.

## Ausstellungen
Seit 1973 Teilnahme an über hundert Einzel- bzw. Gruppenausstellungen in Deutschland, Österreich und Spanien.

## Ankäufe (Auswahl)
- Bayerische Staatsgemäldesammlung München
- Pinakothek der Moderne, München
- Staatliche Graphische Sammlung, München
- Bayerischer Rundfunk, München
- Regierungspräsidium Freiburg im Breisgau
- Stadt Villingen-Schwenningen